# Virgil Gonsalves
Virgil Gonsalves (* 5. September 1931 in Monterey, Kalifornien; † 20. Oktober 2008) war ein US-amerikanischer Jazz-Saxophonist.
Bevor Gonsalves sein erstes Solo-Album veröffentlichte, spielte er zunächst mit Musikern wie Alvino Rey, Jack Fina und Tex Beneke. 1954 kam dann sein Solo-Debüt Virgil Gonsalves (in Form von zwei 10-Inch-LPs bei Nocturne Records) auf den Markt, auf dem Gonsalves mit Bob Enevoldsen, Herbie Harper, Budd Wise, Lou Levy, Jimmy Rowles, Harry Babasin und Larry Bunker spielte. 1955 folgte dann das Album Jazz San Francisco Style; etwas später gründete er dann die Virgil Gonsalves Big Band Plus Six, die 1959 ihr einziges Album Jazz at Monterey veröffentlichte. 1968 war Gonsalves kurzzeitig Mitglied von The Electric Flag. Im Bereich des Jazz war er laut Tom Lord zwischen 1954 und 1959 an sieben Aufnahmesessions beteiligt.